# Holzhausen, Wels-Land
Holzhausen là một đô thị thuộc huyện Wels-Land thuộc bang Oberösterreich, Áo. Đô thị Holzhausen, Wels-Land có diện tích 8 km², dân số thời điểm năm 2006 là 662 người.
Bản mẫu:Wels-Land